# Gauliga Moselland 1941/42
Die Gauliga Moselland 1941/42 war die erste Spielzeit der Gauliga Moselland des Fachamtes Fußball. Sie entstand neben der Gauliga Köln-Aachen als Aufteilung der vorher existierenden Gauliga Mittelrhein. Die Gauliga wurde in dieser Saison in zwei Gruppen mit je sechs Mannschaften im Rundenturnier ausgetragen. Die beiden Gruppensieger trafen dann in zwei Finalspielen aufeinander, um die Gaumeisterschaft auszuspielen. Am Ende konnte sich der FV Stadt Düdelingen durchsetzen und qualifizierte sich somit für die deutsche Fußballmeisterschaft 1941/42, bei der die Luxemburger bereits in der Qualifikationsrunde nach einer 0:2-Heimniederlage gegen Schalke 04 ausschieden.

## Gruppe Ost
| Pl. | Verein                  | Sp. | S | U | N | Tore    | Quote | Punkte |
| --- | ----------------------- | --- | - | - | - | ------- | ----- | ------ |
| 1.  | Eintracht Bad Kreuznach | 10  | 7 | 1 | 2 | 043:150 | 2,87  | 15:50  |
| 2.  | TuS Neuendorf           | 10  | 7 | 1 | 2 | 037:160 | 2,31  | 15:50  |
| 3.  | Spvgg Andernach         | 10  | 5 | 1 | 4 | 027:210 | 1,29  | 11:90  |
| 4.  | FV Engers 07            | 10  | 4 | 0 | 6 | 018:340 | 0,53  | 08:12  |
| 5.  | VfB Lützel              | 10  | 3 | 0 | 7 | 017:300 | 0,57  | 06:14  |
| 6.  | FC Viktoria Neuwied     | 10  | 2 | 1 | 7 | 016:420 | 0,38  | 05:15  |

## Gruppe West
| Pl. | Verein                 | Sp. | S | U | N | Tore    | Quote | Punkte |
| --- | ---------------------- | --- | - | - | - | ------- | ----- | ------ |
| 1.  | FV Stadt Düdelingen    | 10  | 9 | 0 | 1 | 038:600 | 6,33  | 18:20  |
| 2.  | SV Moselland Luxemburg | 10  | 7 | 0 | 3 | 030:140 | 2,14  | 14:60  |
| 3.  | SV Düdelingen          | 10  | 5 | 0 | 5 | 027:230 | 1,17  | 10:10  |
| 4.  | SV Schwarz-Weiß Esch   | 10  | 4 | 0 | 6 | 021:320 | 0,66  | 08:12  |
| 5.  | Eintracht Trier        | 10  | 3 | 1 | 6 | 019:280 | 0,68  | 07:13  |
| 6.  | SV Westmark Trier      | 10  | 1 | 1 | 8 | 014:460 | 0,30  | 03:17  |

## Finale Gaumeisterschaft
|                                          | Gesamt |                                             | Hinspiel | Rückspiel |
| ---------------------------------------- | ------ | ------------------------------------------- | -------- | --------- |
| FV Stadt Düdelingen (Sieger Gruppe West) | 7:2    | Eintracht Bad Kreuznach (Sieger Gruppe Ost) | 3:0      | 4:2       |

## Aufstiegsrunde
Qualifiziert waren die Sieger der vier 1. Klassen.

### Gruppe Ost
| Datum          |                                                     | Ergebnis |                                            |
| -------------- | --------------------------------------------------- | -------- | ------------------------------------------ |
| 2. August 1942 | Germania Mudersbach                                 | 9:2      | SC 07 Moselweiß                            |
| entfällt       | SC 07 Moselweiß                                     | a        | Germania Mudersbach                        |
| Gesamt:        | Germania Mudersbach (Sieger 1. Klasse Altenkirchen) | 9:2      | SC 07 Moselweiß (Sieger 1. Klasse Koblenz) |

### Gruppe West
Kreuztabelle
| 1941/42                   | NKO | GRU   | WAS   | TRI |
| ------------------------- | --- | ----- | ----- | --- |
| FK Niederkorn             |     | 6:2   | 5:0 b |     |
| SV 08 Grund               |     |       | 2:1   |     |
| Schwarz-Weiß Wasserbillig |     |       |       | 2:1 |
| Post-SV Trier             | 3:8 | 0:5 c |       |     |

Abschlusstabelle
| Pl. | Verein                                                           | Sp. | S | U | N | Tore    | Quote | Punkte |
| --- | ---------------------------------------------------------------- | --- | - | - | - | ------- | ----- | ------ |
| 1.  | FK Niederkorn (Sieger 1. Klasse Luxemburg Staffel A)             | 3   | 3 | 0 | 0 | 019:500 | 3,80  | 06:0   |
| 2.  | SV 08 Grund (Sieger 1. Klasse Luxemburg Staffel C)               | 3   | 2 | 0 | 1 | 009:700 | 1,29  | 04:20  |
| 3.  | Schwarz-Weiß Wasserbillig (Sieger 1. Klasse Luxemburg Staffel B) | 3   | 1 | 0 | 2 | 003:800 | 0,38  | 02:40  |
| 4.  | Post-SV Trier (Sieger 1. Klasse Trier)                           | 3   | 0 | 0 | 3 | 004:150 | 0,27  | 0:60   |